# Mille Gade
Harriet Emilie Gade Corson (født 11. februar 1897, død 26. maj 1982) var en dansk svømmer, som var den første dansker der, i 1926, svømmede over Den Engelske Kanal. Hun blev født og voksede op i Vejle. Hun studerede musik og var sideløbende svømmer og svømmelærerinde.
I 1919 rejste hun, sammen med sin bror, Jacob Gade, til USA, hvor hun fik arbejde som svømmelærerinde. Der mødte hun Clemington Corson, kaptajn i den amerikanske marine, som hun senere blev gift med.
Mille Gades første forsøg på at svømme over Den Engelske Kanal foregik 1923, men hun måtte stoppe 5-6 km før målet.
Ved det andet forsøg i 1926 svømmede hun fra Frankrig til England på 15 timer og 38 minutter. Få måneder forinden havde tysk-amerikaneren Gertrude Eberle svømmet over kanalen som den første kvinde.